# Cioteczka Mick
Cioteczka Mick (ang. The Mick) – amerykański serial telewizyjny (sitcom) wyprodukowany przez 301 Productions, Pennette & Henchy Productions, Bingbangboom Productions, 3 Arts Entertainments oraz 20th Century Fox Television, którego pomysłodawcami są Dave Chernin i John Chernin. Premierowy odcinek został wyemitowany 1 stycznia 2017 roku przez FOX

W Polsce serial był emitowany od 2 kwietnia 2017 roku do 22 kwietnia 2018 roku przez Fox Comedy.
11 maja 2018 roku, stacja FOX ogłosiła zakończenie produkcji serialu po dwóch sezonach.

## Fabuła
Serial opowiada o Mackenzie Murphy, oszustce, która przez całe życie nie ponosiła odpowiedzialności za swoje czyny. Marzy jej się życie w luksusie, wszystko może się spełnić. Pewnego dnia dzwoni do niej jej siostra i szwagier, milionerzy, którzy muszą uciekać z kraju, aby uniknąć więzienia za zarzuty federalne. Kobieta prosi Mackenzie, aby przejęła opiekę nad jej trójką dzieci, które są bardzo niesforne i rozpieszczone.

## Obsada

### Główna
- Kaitlin Olson jako Mackenzie Murphy[4]
- Sofia Black-D’Elia jako Sabrina Pemberton[5]
- Thomas Barbusca jako Chip Pemberton[6]
- Jack Stanton jako Ben Pemberton[6]
- Carla Jimenez jako Alba[6]
- Scott MacArthur jako Jimmy[7]

### Role drugoplanowe
- Dave Annable jako Teddy Grant[8]
- Susan Park jako Liz

## Odcinki
| Sezon | Odcinki | Oryginalna emisja w FOX | Oryginalna emisja w FOX | Oryginalna emisja w Fox Comedy | Oryginalna emisja w Fox Comedy | Oryginalna emisja w Fox Comedy |
| Sezon | Odcinki | Premiera sezonu         | Finał sezonu            | Premiera sezonu                | Finał sezonu                   |                                |
| ----- | ------- | ----------------------- | ----------------------- | ------------------------------ | ------------------------------ | ------------------------------ |
| 1     | 17      | 1 stycznia 2017         | 2 maja 2017             | 2 kwietnia 2017                | 21 maja 2017                   |                                |
| 2     | 20      | 26 września 2017        | 3 kwietnia 2018         | 25 lutego 2018                 | 22 kwietnia 2018               |                                |

## Produkcja
2 lutego 2016 roku stacja FOX zamówiła pilotowy odcinek "The Mick". W marcu 2016 Sofia Black-D’Elia i Kaitlin Olson dołączyły do obsady. 11 maja 2016 roku stacja FOX zamówiła pierwszy sezon, którego premiera jest zaplanowana na midseason 2016/17. W tym samym miesiącu ogłoszono, że Carla Jimenez, Thomas Barbusca i Jack Stanton zagrają w komedii "Mick". 2 września 2016 roku Scott MacArthur dołączył do serialu w roli powracającej. 11 listopada 2016 Dave Annable, znany z seriali Bracia i siostry, 666 Park Avenue i Bractwo czerwonej opaski, dołączył do obsady.
11 stycznia 2017 stacja FOX zamówiła dodatkowo 4 odcinki pierwszego sezonu. 21 lutego 2017 stacja FOX zamówiła drugi sezon.